# Phyprosopus calligrapha
Phyprosopus calligrapha là một loài bướm đêm trong họ Erebidae.